# Deutsche Ringerliga
Die Deutsche Ringerliga (DRL) ist eine professionelle Ringerliga in Deutschland. Die DRL wurde am 31. Juli 2016 gegründet und startete am 30. September 2017 in ihre erste Saison. Die DRL ist unabhängig vom Deutschen Ringerbund (DRB) und wird zurzeit von diesem als Wilde Liga betrachtet.

## Gründung
Nach jahrelangen Streitigkeiten um die Ligastrukturen, Richtlinienänderungen, Androhung von Sanktionen und über die Präsentation des Ringens, kam es Anfang 2016 zum Zerwürfnis mit dem Deutschen Ringerbund. Fünf Mannschaften der deutschen Spitzenclubs, darunter auch die deutschen Meister der vergangenen Jahre Weingarten und Nendingen, gründeten schließlich am 31. Juli 2016 die Deutsche Ringerliga. Weitere Gesprächsversuche zwischen den zerstrittenen Parteien blieben erfolglos. Auch ein Angebot der Schlichtung durch Ministerpräsident a. D. Kurt Beck als Mediator wurde durch den Deutschen Ringerbund abgelehnt. Gerichtliche wie außergerichtliche Verfahren stehen derzeit aus.
Die Vereine gehen nicht selbst, sondern mit ihren jeweiligen Kapitalgesellschaften an den Start.
Die Wettkämpfe der Deutschen Ringerliga wurden erstmals zur Saison 2017/2018 ausgetragen.
Vorbild für die Deutsche Ringerliga ist die nationale polnische Liga KLZ.

## Saison 2017/2018
Die erste Saison war geprägt durch Drohungen und Sperren von Seiten des Weltverbandes UWW und des Deutschen Ringerbundes. Infolgedessen ließen sich vor allem viele deutsche Topringer einschüchtern und starteten nicht in der DRL. Daher gingen anders als in der Bundesliga überwiegend Ausländer an den Start.
Der erste Kampftag mit der Begegnung zwischen Germania Weingarten und Schifferstadt fand am 30. September 2017 statt. Alle Mannschaften kämpften in dieser Saison drei Mal gegeneinander. Zum Abschluss der Gruppenphase belegten Ispringen und Schifferstadt die ersten beiden Plätze und kämpften daher die Meisterschaft unter sich aus. Die Plätze drei bis fünf gingen an Weingarten, Nendingen und Eisleben.
In einem engen Finale kürte sich schließlich der KSV Ispringen am 9. Februar 2018 zum ersten deutschen Meister der DRL. Die Nordbadener schlugen bei Punktgleichstand aufgrund der höheren Anzahl an Einzelsiegen den VfK Schifferstadt aus Rheinland-Pfalz.
In ihrer ersten Saison ist es der DRL gelungen das Ringen wieder im deutschen Free-TV zu präsentieren. Vier Kämpfe der Gruppenphase und beide Finals wurden durch den Sender Sport1 in 30-minütigen Zusammenfassungen übertragen.

## Ziele und Philosophie
Wichtigste Ziele der DRL sind die Interessenvertretung sowie die demokratische Selbstbestimmung der Mitgliedsvereine innerhalb der DRL.
Die DRL versteht sich als Dienstleister der Mitgliedsvereine, eine zu starke finanzielle Belastung steht dieser Philosophie entgegen. Daher sollen außer einer geringen Grundgebühr keine weiteren Gebühren erhoben werden. Des Weiteren erkennt die DRL selbstverständlich die nationalen und internationalen Antidopingregeln an.
Ziel ist es auch ein verbindliches Nachwuchsprogramm zu beschließen.
In der DRL besitzt jeder Verein eine Stimme, über Mitgliedsanträge wird mit einer 2/3-Mehrheit entschlossen.
Die Liga dient dazu den Ringsport professionell zu vermarkten.

## Vereine
Die Kapitalgesellschaften der folgenden fünf Vereine nehmen an der DRL teil:
- SV Germania Weingarten (Meister der Ringer-Bundesliga 2016/2017)
- KSV Ispringen
- VfK Schifferstadt
- ASV Nendingen
- KAV Mansfelder Land

## Personalien
- Vorsitzender: Werner Koch (Ispringen)[10]
- stellvertretende Vorsitzende: Sebastian Mayer (Weingarten), Peter Thun (Eisleben)[11]
- Geschäftsführer: Markus Scheu (Nendingen)
- Kampfrichterobmann: Uwe Steuler[12]